# Ulf Berg
Ulf Erik Berg, född 31 mars 1957 i Jumkils församling i Uppsala län, är en svensk politiker (moderat). Han är oppositionsråd i Region Dalarna sedan 2022. 2018–2022 var han regionstyrelsens ordförande. Han var oppositionsråd i dåvarande landstinget (nuvarande regionen) 2016–2018. Han har också varit kommunalråd i Avesta kommun 2002–2006 och ordinarie riksdagsledamot 2006–2016, invald för Dalarnas läns valkrets.

## Biografi
Till yrket är Berg polisinspektör. Han är gift och far till tre barn, och är bosatt i By, Avesta kommun.

### Politisk gärning
Berg började sin politiska bana i Centerpartiets ungdomsförbund.[källa behövs]
Efter valet till kommunfullmäktige i Avesta 2002 lyckades Berg samla en majoritet med sex partier. När Berg tillträdde som kommunstyrelsens ordförande blev han historisk som det första icke-socialdemokratiska kommunalrådet i Avestas historia.
2016 blev Berg oppositionsråd i dåvarande Landstinget Dalarna, nuvarande Region Dalarna.
År 2018 blev Berg regionstyrelsens ordförande då han med stöd av fem andra partier tog makten i Region Dalarna. Den nya alliansen som Berg ledde gick under namnet Dalasamverkan och bestod av Moderaterna, Centerpartiet, Dalarnas Sjukvårdsparti, Kristdemokraterna, Liberalerna och Miljöpartiet. Han var den första moderata ordföranden i landstingsstyrelsen i Landstinget Dalarna efter 92 år av socialdemokratiskt styre.
Han var tidigare Moderaternas landsbygdspolitiska talesperson.